# Sonate pour violoncelle et piano de Bonis
Pour les articles homonymes, voir Sonate pour violoncelle et piano.
La Sonate pour violoncelle et piano, op. 67, est une œuvre de musique de chambre de la compositrice Mel Bonis, datant de 1905.

## Composition
Mel Bonis compose sa Sonate pour violoncelle et piano en 1905. L'œuvre, dédiée à Maurice Demaison, est publiée la même année aux éditions Demets. Elle est rééditée en 2000 par les éditions Armiane.

## Structure
L'œuvre se compose de trois mouvements :
1. Moderato quasi Andante
2. Très lent
3. Final - Moderato molto

## Analyse
La Sonate fait partie des œuvres de tradition classique que l'on doit à la compositrice. Elle possède cependant une organisation tonale inhabituelle, avec un premier mouvement en fa majeur, suivi d'un mouvement lent en ré bémol majeur pour terminer sur un finale en si bémol majeur. Elle est cependant influencé par l'œuvre de César Franck. Le thème, cyclique, est exposé avec beaucoup de calme au cours du premier mouvement avant d'être repris sous forme d'un canon dans une « éblouissante apothéose » vers la fin du dernier mouvement. La structure cyclique y est beaucoup plus complexe que dans les autres œuvres de Mel Bonis. La Sonate comprend aussi des réminiscences du Quatuor pour piano et cordes no 1 de Gabriel Fauré.

## Réception
La Sonate pour violoncelle et piano est jouée pour la première fois le 14 février 1906 dans la salle des quatuors Pleyel,,, interprété par Louis Feuillard au violoncelle et Mel Bonis au piano.
En 1911, l'œuvre est jouée par Michaël Kellert et Charles Kellert.
Charles Cornet, critique au Guide musical, écrit en 1911 que la sonate est tout juste « intéressante ». Il écrit ensuite que cette œuvre est « d'un tempérament musical personnel et original » et qu'elle devrait être jouée à la Société nationale de musique.
L'œuvre est jouée en concert le 31 mai 1997, lors d'un concert donné en l'honneur de Mel Bonis. L'œuvre est jouée conjointement à la Sonate pour flûte et piano, la Sonate pour violon et piano, Une flûte soupire et le Quatuor avec piano no 1.

## Sources
- Étienne Jardin, Mel Bonis (1858-1937) : parcours d'une compositrice de la Belle Époque, 2020 (ISBN 978-2-330-13313-9 et 2-330-13313-8, OCLC 1153996478, lire en ligne)